# Parthenion-bjerget
Parthenion-bjerget (græsk: *τὸ Παρθένιον ὄρος*; også kendt som Parthenius eller Parthenium – bogstaveligt “Jomfruens Bjerg”, moderne græsk: *Παρθένιο*, *Parthenio*) er et bjerg i Grækenlands Peloponnes, beliggende på grænsen mellem Arkadien og Argolis. Dets højde er 1.215 m.  Det ligger mellem landsbyerne Achladokampos mod nordøst og Partheni mod sydvest, 16 km øst for Tripoli .
I oldtiden skilte bjerget den lille slette Hysiae fra Tegea. Parthenion-bjerget er bjerget, hvor helten Telephus blev afsløret. Nedenfor dets skråninger lå Tegea. Pan viste sig for Filippides på Parthenionbjerget over Tegea, før slaget ved Marathon i 490 f.Kr. Guden råbte hans navn og beordrede Filippides til at spørge athenerne, hvorfor de ikke viste ham ære, selvom han havde gode intentioner over for dem, havde været dem hjælpsom mange gange tidligere og ville være det igen i fremtiden. Som følge heraf oprettede athenerne et alter for Pan ved foden af Parthenon .